# باگنولز-سور-سز
باگنولز-سور-سز (به فرانسوی: Bagnols-sur-Cèze) یک کمون (فرانسه) در فرانسه است که در گار واقع شده‌است. باگنولز-سور-سز ۳۱٫۳۷ کیلومتر مربع مساحت دارد ۴۷ متر بالاتر از سطح دریا واقع شده‌است.

## خواهرخوانده
شهرهای کارکایکسنت، براون‌فلس، فلتره، اکلو و نیوبوری، بارکشر خواهرخوانده‌های باگنولز-سور-سز هستند.